# Wilfred Hudleston Hudleston
Wilfred Hudleston Hudleston (né Simpson) (2 juin 1828 - 29 janvier 1909) est un géologue britannique.

## Biographie
Il est le fils de John Simpson et d'Elizabeth Ward sœur de Thomas Ward et d'Eleanor Hudleston. Lorsque la lignée Hudleston s'éteint en 1867, ils changent leur nom en Hudleston.
Il publie plusieurs monographies sur les gastéropodes du Jurassique et devient membre de la Royal Society le 12 juin 1884. Il reçoit la médaille Wollaston en 1897.
Bien que principalement intéressé par la géologie et l'ornithologie, il fournit le terrain et l'argent nécessaire à la recréation, après sa destruction par le feu en 1904, du laboratoire d'étude marine de Cullercoats, le Dove Marine Laboratory en 1906.